# 中国国民党革命委员会辽宁省委员会
中国国民党革命委员会辽宁省委员会，简称民革辽宁省委、辽宁民革，是中国国民党革命委员会在辽宁省的地方组织。